# Microterys vitripennis
Microterys vitripennis är en stekelart som beskrevs av Sharkov 1986. Microterys vitripennis ingår i släktet Microterys och familjen sköldlussteklar. Inga underarter finns listade i Catalogue of Life.